# جون ديكنسون (مؤلف)
جون ديكنسون (بالإنجليزية: John Dickinson)‏ (24 يونيو 1962، لندن في المملكة المتحدة)؛ كاتب وروائي بريطاني.